# Neuberger Berman
Neuberger Berman LLC ist eine amerikanische Investmentgesellschaft. Neuberger Berman wurde im Jahre 1939 von Robert Berman und Roy Neuberger gegründet und hat ihren Sitz in New York City.

## Geschichte
Im Juli 2003 kamen Gerüchte auf, dass Lehman Brothers Neuberger Berman übernehmen wolle. Die Übernahme wurde am 31. Oktober 2003 für 2,63 Milliarden US-Dollar abgeschlossen.
Am 20. November 2006 wurde H.A. Schupt & Co mit einem verwalteten Vermögen von 2,5 Mrd. US-Dollar übernommen.
Im Rahmen der Insolvenz nach 11 USC Chapter 11 der Lehman Brothers am 15. September 2008 wurde der Investmentbereich Neuberger Berman ausgegliedert.
Im Dezember 2008 wurde ein Angebot des Managements und der Beschäftigten angenommen, so dass Neuberger Berman den Beschäftigten gehört. Im Juni 2014 verstärkte Neuberger Berman den Vertrieb in der Zürcher Niederlassung.

## Produkte
Neuberger Berman LLC bietet vor allem:
- Wealth Management
- Offener Investmentfonds
- Institutionelles Asset Management

Ende November 2008 wurden Vermögenswerte von ca. 160 Mrd. US-Dollar verwaltet.